# Chorebus rufimarginatus
Chorebus rufimarginatus är en stekelart som först beskrevs av Stelfox 1954.  Chorebus rufimarginatus ingår i släktet Chorebus och familjen bracksteklar. Inga underarter finns listade i Catalogue of Life.